# Polar Airlines
La Polar Airlines, conosciuta anche come, Polarair (in russo Полярные авиалинии?) è una compagnia aerea russa statale con base principale nella Sacha-Jakuzia all'Aeroporto di Jakutsk nella parte della Siberia nord-orientale, in Russia.

## Flotta
La flotta della Polarair nel 2016 è composta da 33 aerei e 19 elicotteri.
Aerei
- 11 Antonov An-2 (12 posti, 1 t di merci)
- 7 Antonov An-3T (9 posti)
- 5 Antonov An-24RV (48 posti)
- 4 Antonov An-26B/B-100/-100 (43 posti, 35 posti+1 t di merci oppure versione cargo 5 t di merci)
- 4 Let L 410 Turbolet (19 posti)
- 1 Diamond DA40 Tundra Star[1]
- 1 Pilatus PC-6B2-H4[2]

Elicotteri
- 19 Mil Mi-8MTB/T (22 posti, 4,5 t di merci)

## Flotta storica
- Antonov An-74

## Incidenti

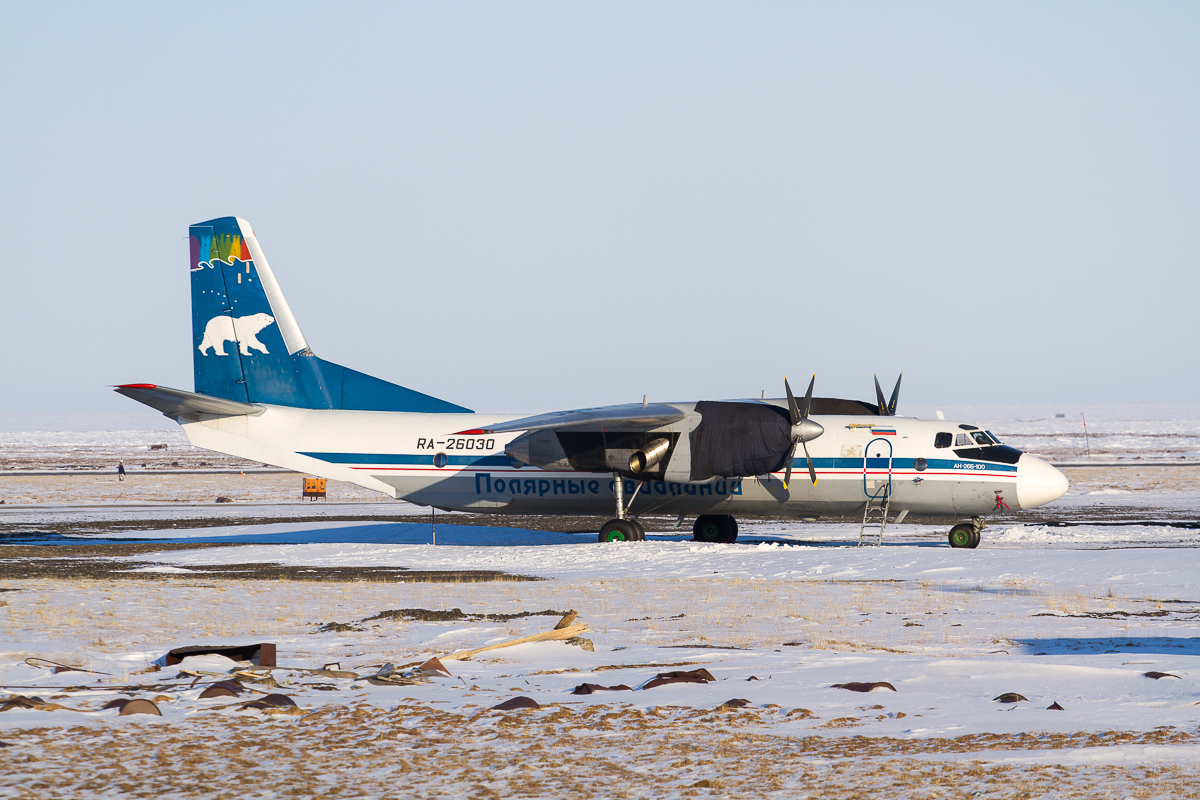
Antonov An-26B-100 all'Aeroporto di Tiksi

- Il 10 marzo 2013 un Antonov An-26-100 della Polar Airlines appena partito per Ust'-Kujga da Jakutsk ha effettuato un atterraggio d'emergenza in seguito all'arresto di un propulsore in fase di decollo, al vicino aeroporto di Jakutsk-Magan 5 minuti dopo il decollo con 49 passeggeri a bordo. Nessuno di passeggeri ha riportato danni in seguito all'incidente.[3]